# 霸業花井介
霸業花井介（学名：Hanaiborchella payehia）为浪花介科花井介屬下的一个种。